# Muzeum Antonína Dvořáka w Pradze
Muzeum Antonína Dvořáka (cz. Muzeum Antonína Dvořáka) – muzeum w Pradze, poświęcone wielkiemu kompozytorowi Antonínowi Dvořákowi (1841–1904).

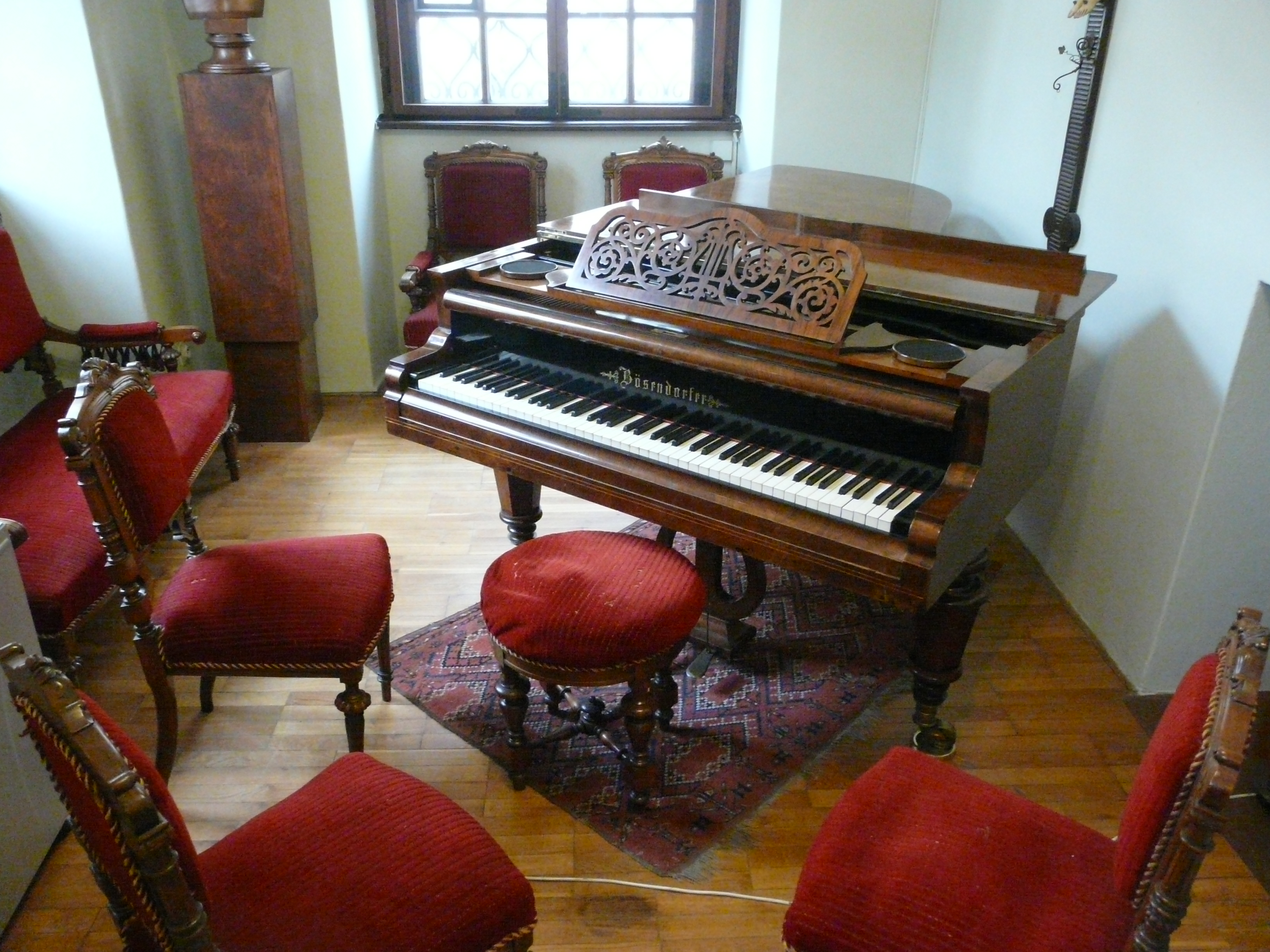
Wnętrze muzeum

Jest częścią Czeskiego Muzeum Muzyki, które z kolei jest częścią kompleksu Muzeum Narodowego. Mieści się w barokowym budynku, który został zaprojektowany przez słynnego architekta Kiliana Ignaca Dientzenhofera na początku XVIII wieku. Chociaż sam dom nie ma szczególnego związku z kompozytorem, muzeum zostało umieszczone tam od 1932. Jest położone w północnej części Nowego Miasta, około 15 minut spacerem od centrum miasta.